# Торе ди Руджеро
То̀ре ди Руджѐро (на италиански: Torre di Ruggiero, на местен диалект a Tùrri, а Тури) е село и община в Южна Италия, провинция Катандзаро, регион Калабрия. Разположено е на 566 m надморска височина. Населението на общината е 1089 души (към 2012 г.).